# Жих, Максим Васильевич
Макси́м Васи́льевич Жих (28 апреля 1892, Дворецкая волость, Слонимский уезд, Гродненская губерния, Российская империя — 8 октября 1962, село Ильинка, Новокузнецкий район, Кемеровская область, РСФСР, СССР) — российский революционер, политический деятель, офицер Красной Армии, заведующий врачебной амбулаторией.
Народный депутат Совдепа Кузнецкого уезда Томской губернии.

## Биография
Максим Васильевич родился в 1892 году в крестьянской семье вблизи города Гродно. Воспитывался с двумя младшими братьями. Там же он окончил церковно-приходскую школу.
В 1909 году 17-летний Максим уехал в Сибирь и вскоре поступил в нынешний Томский базовый медицинский колледж (бывш. Томская фельдшерская школа).
Во время учёбы Максим Васильевич работал санитаром в психиатрической больнице. Успешно отучился и получил диплом.
В это время началась Первая мировая война, и Жиха взяли на фронт. Спустя 2 года, в январе 1917, воинская часть, где воевал Максим Васильевич, была направлена в Петроград, и он оказался в центре событий первой, Февральской революции. Позже его отправили на фронт под город Двинск.
В Петрограде он встретил и Октябрьскую революцию, участвовал в уличных боях за Зимний дворец — оказывал помощь раненым. После революции Максим Васильевич вступил в партию большевиков.
В этом же году партия направила его назад в Томск, а оттуда он был командирован в село Ильинка Кузнецкого уезда.
В селе был организован Совет народных депутатов в декабре 1917 года, первым председателем которого местными жителями был избран Максим Жих. Среди должностных обязанностей: соблюдать директивы Советской власти, делить землю, вести борьбу с кулаками. Одновременно с этим Максим Васильевич ещё успевал заниматься и медицинской практикой.
В апреле 1918 ильинские кулаки и купцы подняли в Казанково мятеж. Председатель Жих выехал на место происшествия. Для подавления восстания он взял с собой 15 человек из народно-революционной охраны.

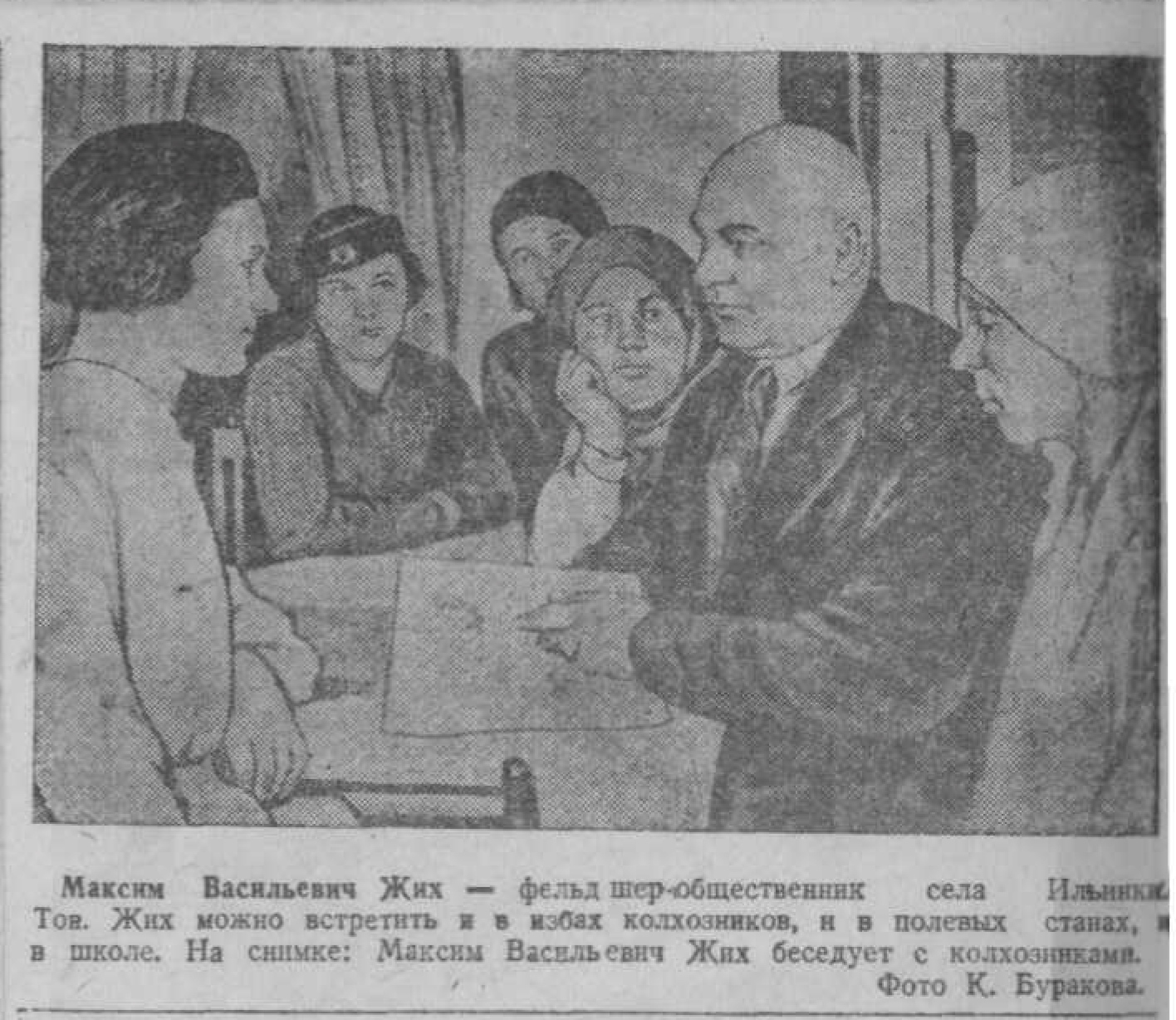
На снимке: Максим Васильевич Жих беседует с колхозниками

Во время Гражданской войны Белое движение под верховенством Александра Колчака развернуло военные действия в Сибири. Под натиском противобольшевистской силы появлялись доносы. По доносам людей арестовывали, сажали в тюрьмы, расстреливали. Два раза Максим Васильевич попадал под расстрельную статью, сидел в заточении в Кузнецкой крепости. Но за него заступались односельчане. Максим Васильевич был очень хорошим доктором и пользовался авторитетом у земляков.
В 1920 году (по другой версии — в 1921 году) Жих открыл в Ильинке медпункт. Он лечил и больных жителей, и раненных красноармейцев. Этот медицинский пункт, здание амбулатории — начало будущей местной больницы. Зачастую Максим Васильевич принимал пациентов и у себя на дому.
В 1935 году при нём было открыто родильное отделение в сельском стационаре.
Во время Великой Отечественной войны Максим Васильевич был призван и служил на восточном фронте в ЗабВО с 1941 года в городе Улан-Удэ заместителем начальника по политической части военного (эвакуационного) госпиталя Забайкалья в звании старшего лейтенанта медицинской службы.
20 июня 1946 года он демобилизовался, вернулся домой и продолжил работать в Ильинской больнице. Здесь он сначала работал фельдшером, а после всеми уважаемый Максим Васильевич был назначен на пост заведующего, который занимал до 1955 года.
В Ильинку ехали лечиться жители окрестных сёл. Он и сам ездил в другие населённые пункты оказывать помощь местному населению: помогал и пациентам с зубной болью, и сердечникам, и роженицам. Лечил от внутренних болезней и смело брался за проведение хирургических операций. К нему обращались, когда нужно было поставить срочный диагноз, и даже шли советоваться за именем для новорождённых. Как врач он лечил больных, а как депутат принимал людей, приходивших к нему со многими их человеческими бедами. Его мнения спрашивали в трудных случаях и авторитетные врачи Кузбасса, получившие «хорошую школу».
Умер он скоропостижно 8 октября 1962 года. Хоронили Максима Жиха всем районом. Из всех 19 деревень Ильинского врачебного участка и города Новокузнецка приехали люди проводить сельского лекаря в последний путь.

## Награды
- Максим Васильевич был награждён медалью «За победу над Германией в Великой Отечественной войне 1941—1945 гг.» 30 ноября 1945 года[6].
- Награждён 3 февраля 1947 года медалью «За победу над Японией».
- Удостоен ордена Союза ССР «Знака почёта» 15 мая 1961 года[14].

## Память
По инициативе ветеранов Великой Отечественной войны, простых односельчан и работников Ильинского Сельсовета в 1965 году улица, на которой жил Максим Васильевич Жих, была названа в его честь.